# Zjara
Zjara (russisk: Жара) er en russisk spillefilm fra 2006 af Revaz Gigineisjvili.

## Medvirkende
- Aleksej Tjadov — Aleksej
- Artur Smoljaninov — Arthur
- Konstantin Krjukov — Kostja
- Timati — Timati
- Anastasija Kotjetkova